# Bernard Queysanne
Pour l’article homonyme, voir Michel Queysanne.
Bernard Queysanne est un réalisateur français, né le 9 juin 1944 à Rabat au Maroc. Il est le fils du mathématicien Michel Queysanne.
Il a travaillé pour le cinéma et la télévision, dans la fiction et le documentaire. Son premier long métrage est une adaptation du troisième roman de Georges Perec et obtient le prix Jean Vigo (1974).

## Biographie
Bernard Queysanne commence sa carrière en tant qu'assistant-réalisateur, assistant-monteur, photographe de plateau ou directeur de production sur des films de Georges Franju, Philippe Labro, Robert Enrico ou encore Serge Korber.
En décembre 2015, la Cinémathèque de Grenoble lui consacre un cycle cinématographique « Rétrospective Bernard Queysanne »

## Filmographie

### Réalisation

#### Courts métrages
- 1971 : La Sologne d'Alain-Fournier
- 1972 : Le Concorde
- 1973 : Serge Reggiani
- 1979 : Exposition André Malraux
- 1975 : Le Travail de l'écrivain : Gustave Flaubert
- 1972 : Le FIAP
- 1972 : Claude Sautet

#### Longs métrages
- 1974 : Un homme qui dort (prix Jean-Vigo 1974)
- 1976 : Le Diable au cœur avec Jane Birkin, Jacques Spiesser, Emmanuelle Riva et Philippe Lemaire
- 1977 : Cinéma 16 - téléfilm : L'Œil de l'autre avec Pascale Audret, Jean-Pierre Cassel et Marcel Cuvelier
- 1978 : L'Amant de poche avec Mimsy Farmer, Pascal Sellier, Madeleine Robinson, Andréa Ferréol, Bernard Fresson, Roger Hanin, Robert Hossein, Pascale Audret, Jacques Spiesser et Serge Sauvion
- 1978 : Monsieur Schuman avec Marcel Cuvelier, Anouk Ferjac et Stéphane Jobert
- 1979 : Les Quatre Cents Coups de Virginie avec Anicée Alvina, Yves-Marie Maurin, Françoise Morhange, Serge Sauvion, Michel Blanc, Anémone, Josiane Balasko, Raymond Bussières, Paulette Dubost et Jess Hahn
- 1980 : Irène et sa folie avec Ludmila Mikaël, John Price, Maria Casarès et Jacques Spiesser
- 1982 : La Tendresse avec Madeleine Robinson, Jacqueline Parent, Pascale Audret, Émilie Liou, Marc Michel
- 1983 : Diane Lanster, téléfilm avec Anicée Alvina, Jacques Spiesser, Jacqueline Parent, Philippe Deplanche et Roland Monod
- 1984 : Hélas Alice est lasse avec Jacqueline Parent, Pascale Audret, Marc Michel, Henri Courseaux, Serge Sauvion, Dominique Paturel et Christophe Bourseiller
- 1985 : Mademoiselle B. avec Jean-Baptiste Thierrée, Claude Avril, Dominique Erlanger, Serge Sauvion, André Weber, Marc Fayolle et Christophe Otzenberger
- 1986 : Le Frénétique avec Henri Courseaux, Catherine Salviat, André Weber et Jean-Pol Dubois
- 1987 : Antoinette avec Jacqueline Parent, François Marthouret, Grégor Clavreul et Laurent Thernois
- 1989 : Plagiat et meurtre avec Françoise Arnoul, Michel Berto, Hubert Deschamps et Gaëlle Legrand
- 1991 : Le Billard écarlate avec Ann-Gisel Glass, Hélène Vincent, Paul Barge, Muni, Michel Vitold et Bruno Madinier

#### Documentaires
- 1978 : André Malraux, aventure, représentation, métamorphose
Documentaire sur la vie et l'œuvre d'André Malraux avec la participation de Clara Malraux et Jean Lacouture.
- 1995 : Alfred Hitchcock « Le maître fait ses gammes »
Film de montage sur la carrière anglaise de Alfred Hitchcock. Soirée Thématique « Pleins Feux sur le Suspense ».
- 1995 : Thomas Narcejac
Film documentaire sur Thomas Narcejac. Soirée Thématique « Pleins Feux sur le Suspense ».
- 1995 : Autour de Vertigo
Film documentaire de banc-titre   Soirée Thématique « Pleins Feux sur le Suspense ».
- 1996 : François Nourissier « Autoportrait »
Film documentaire sur François Nourissier conçu par Jérôme Garcin et Bernard Queysanne, filmé par Bernard Queysanne. Série « Un siècle d’écrivain » collection de Bernard Rapp
- 1996 : Maurice Leblanc « À l'ombre des Lupins »
Film documentaire sur Maurice Leblanc écrit par Jacques Derouard et Bernard Queysanne, coréalisé par Nicole Berkmans et Bernard Queysanne. Série « Un siècle d’écrivain » collection de Bernard Rapp
- 1999 : Propos amicaux à propos d'espèces d'espaces
Film documentaire sur Georges Perec écrit et réalisé par Bernard Queysanne. Soirée Théma « Georges Perec » pour Arte
- 1999 : Lire / traduire Georges Perec
Film documentaire sur la traduction de Georges Perec écrit et réalisé par Bernard Queysanne. Soirée Théma « Georges Perec » pour Arte
- 2000 : Francis Carco
Film documentaire sur Francis Carco écrit par Jean-Jacques Brochier et Bernard Queysanne, Réalisé par Bernard Queysanne. Série « Un siècle d’écrivain » collection de Bernard Rapp
- 2001 : Un parfum d'éternité
Film documentaire archéologique écrit et réalisé par Bernard Queysanne, présenté par Francis Duranthon. Série « Les Dessous de la Terre »
- 2001 : Charentic Park
Film documentaire géologique écrit et réalisé par Bernard Queysanne, présenté par Francis Duranthon. Série « Les Dessous de la Terre »
- 2001 : Fès et Meknès
Carnet de Voyages écrit, filmé et réalisé par Bernard Queysanne. Série  "Voyages, Voyages"
- 2002 : Bruxelles
Carnet de Voyages écrit, filmé et réalisé par Bernard Queysanne. Série  "Voyages, Voyages"
- 2004 : Bons baisers des tropiques
Feuilleton- Documentaire de 5 fois 26 min. Écrit filmé et réalisé par Bernard Queysanne

### Scénario et adaptation
- 1991 : Voyage surprise (téléfilm de Radu Gabrea)